# Malang
Malang je město v Indonésii, které je centrem stejnojmenné regencie v provincii Východní Jáva. Má okolo 800 000 obyvatel (včetně aglomerace více než tři a půl milionu obyvatel), je po Surabaji druhým největším městem provincie a sedmnáctým největším v celé Indonésii. Převládajícími etniky jsou Javánci a Maduřané, vyznávající nejčastěji islám.

## Geografie
Město leží na řece Brantas a v jeho blízkostí se nachází aktivní sopka Bromo a vyhaslé sopky Semeru a Arjuno-Welirang. Díky nadmořské výšce přesahující 500 metrů má příznivé podnebí s průměrnou roční teplotou 23,7 °C.

## Historie
První písemná zmínka o Malangu pochází z roku 760. Ve 13. století byl hlavním městem království Singhasari, později patřil říši Madžapahit a v 18. století ho ovládli Nizozemci. Vzhledem k mírnému klimatu byl pro kolonisty oblíbeným rekreačním střediskem zvaným „Paříž východní Jávy“. Roku 1914 obdržel Malang městská práva. V roce 1947 se zde konalo zasedání vlády nezávislé Indonésie.

## Současnost
V okolí města se pěstuje kávovník, maniok, ovoce a květiny. Malang je proslulý tržišti, tradičními řemesly (hrnčířství, dřevořezba, pletení z ratanu), lidovými tanci a divadlem wayang. Nachází se zde vysoká škola Universitas Brawijaya, založená v roce 1963. Město oplývá památkami koloniální architektury, z nichž nejvýznamnější je novogotická římskokatolická katedrála z roku 1934. Na stadionu Kanjuruhan hraje domácí zápasy přední indonéský fotbalový klub Arema Malang.